# 拿俄米·舍莫尔
拿俄米·舍莫尔（希伯來語：נעמי שמר，羅馬化：Naomi Shemer，1930年7月13日—2004年6月26日）是以色列的一位作曲家和歌手，被誉为“以色列词曲界第一夫人”。她在1967年创作的《金色的耶路撒冷》成为了六日战争中的标志性歌曲。
1983年拿俄米·舍莫尔因她对希伯来语歌曲的贡献获得了以色列国家奖。2005年在以色列Ynet的网络评选中，她被评为“200位最伟大的以色列人”中第6位。

## 生平
拿俄米·舍莫尔出生在加利利海附近的一个基布兹中，1950年代她曾在以色列陆军青年营的文艺团中服役，后至耶路撒冷音乐舞蹈学院学习。
她曾自己创作歌词并谱曲，也曾为著名的以色列诗歌配曲。1967年，她创作了《金色的耶路撒冷》一歌，舒丽·纳坦演唱了这首歌曲，拿俄米·舍莫尔也因此在以色列闻名。六日战争胜利后，她新创作了庆祝夺回耶路撒冷的一段，添加在原作末尾。这首歌曲“被以色列人视为非正式的第二国歌”。
2004年，她因癌症逝世。她在去世前曾向朋友透露，她在创作《金色的耶路撒冷》时，借鉴了之前听到的一首巴斯克民歌《傻瓜约瑟夫》的旋律。

## 作品
- 《金色的耶路撒冷》
- 《我们来自同一座村庄》
- 《銀翼上》